# Teufelskirche (Wetzlas)

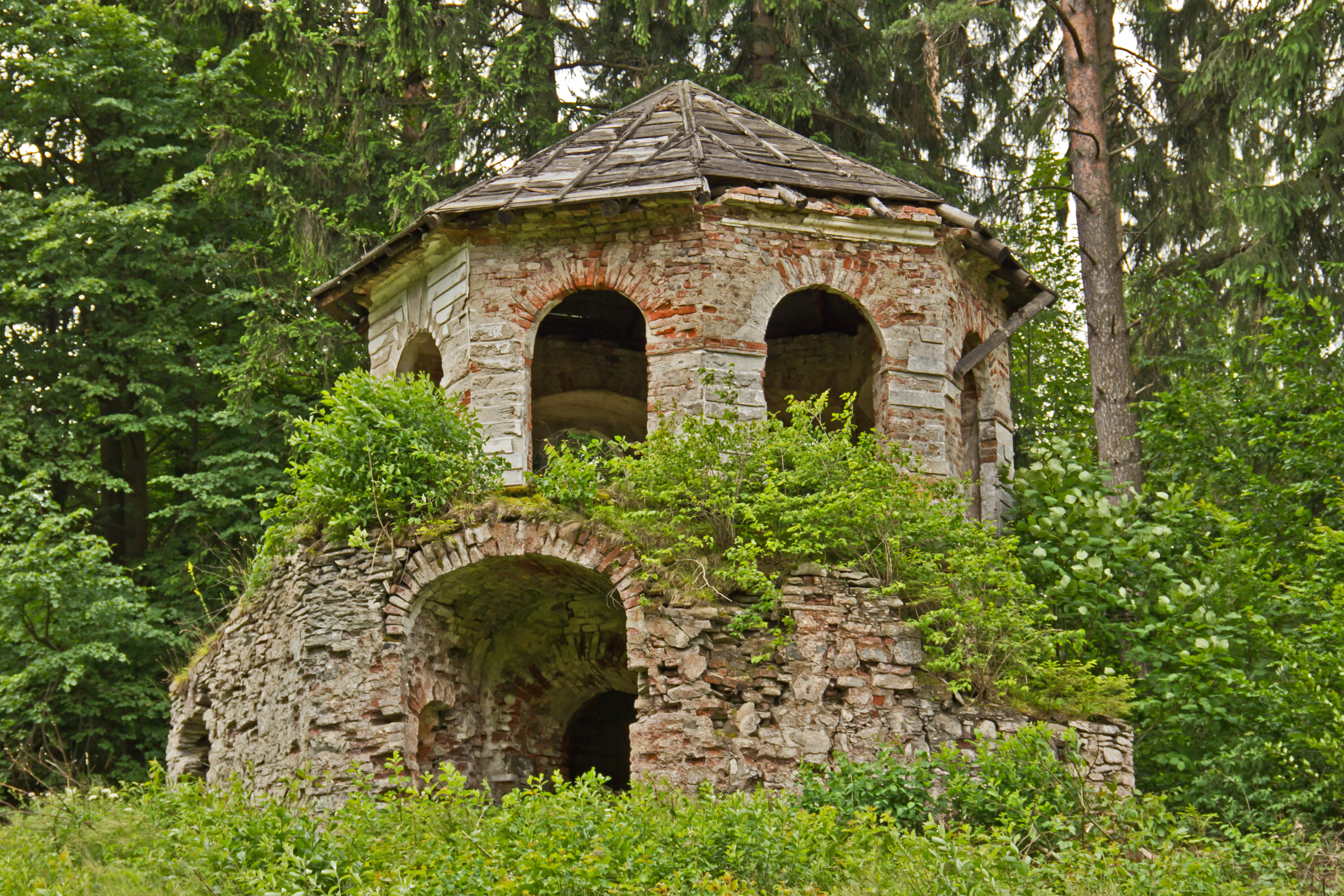
Teufelskirche bei Wetzlas

Die sogenannte Teufelskirche ist ein turmartiger Gartenpavillon in frühklassizistischen Formen, der im vierten Viertel des 18. Jahrhunderts durch die Familie Teufl erbaut wurde. Sie steht an einem Hang in einer Waldschneise südwestlich von Schloss Wetzlas.
Der achtseitige, zweigeschoßige Zentralbau mit flachem Pyramidendach hat heute durch seine Lage und Höhe eine Aussichtsfunktion. Das Erdgeschoß wird durch eine genutete Putzrustika gegliedert. Das Obergeschoß wird von Rundbogenöffnungen durchbrochen, während sich im Erdgeschoß Ochsenaugen und ebenfalls zwei Rundbogenöffnungen befinden. Der Außenaufgang führt über eine doppelte Natursteinrampe. Der achtseitige Erdgeschoßraum mit Rundbogennischen und zwei Rundbogentüren ist ein Zentralraum mit einem Flachkuppelgewölbe.